# Fanad
Fanad (irisch: Fánaid [ɸɑːn̪ɘdʲ] ) ist eine Halbinsel im Norden Irlands im County Donegal. Sie liegt zwischen Lough Swilly und Mulroy Bay. Ihr nördlichster Punkt ist der von einem Leuchtturm geschmückte Fanad Head. Nur Malin Head auf der Halbinsel Inishowen liegt noch weiter nördlich. Im Süden bildet der Ort Rathmelton den Eingang auf die Halbinsel.
Die höchste Erhebung auf Fanad ist der Knockalla Mountain mit 363 Metern. Südlich des Seebades Portsalon liegt der Stocker Strand, einer der schönsten Strände Europas. Der Fanad Drive ist eine schöne Rundtour auf den schmalen Sträßchen der Halbinsel. Er startet in Rathmelton und führt an der Ostküste über Portsalon zum Fanad Head. Zurück geht es dann an der Westküste über Carrowkeel (Kerrykeel) nach Milford.
Der Leuchtturm am Fanad Head ist weltbekannt, da er Motiv vieler Postkarten und Kalender ist.
1812 zerschellte die Fregatte Saldana am Fanad Point (heute Fanad Head). Auf Drängen von Captain Hill von der Royal Navy in Derry wurde 1814 der Bau eines Leuchtturms beschlossen. Am 17. März 1817 nahm der Leuchtturm seinen Betrieb auf.
Congal Mac Fergus Fanad war 700 bis 710 irischer Hochkönig. Auch die Wurzeln der schottischen Könige lagen auf Fanad. Berühmte irische Familienclans wie die O’Donnels, die O’Tunneys oder auch die schottischen Clans der MacSweneys und Clintons stammen von hier.
1607 ereignete sich die „Flight of the Earls“ von Rathmullan aus: Aodh Mór Ó Néill und Rory O’Donnell flohen nebst 90 Angehörigen und Gefolgsleuten vor den Engländern auf den Kontinent. Die Engländer nutzten dies, um deren Güter zu konfiszieren.
Im 18. Jahrhundert war Rathmullan eine Basis für die englischen Amerikasegler, später wurde es ein wichtiger Handelsplatz für Salzheringe, die russische Händler hier einkauften.
In der Mulroy Bay befindet sich eine der größten Lachsfarmen Irlands. Auch im Lough Swilly kann man einige Lachskäfige sehen.

## Sehenswürdigkeiten
- Court Tomb von Crevary Upper
- Seven Arches, ein vom Meer ausgespülter Felsbogen
- Die Felsen von Doagh Beg
- Drumhallagh Cross, ein 5 km vor Rathmullan gelegenes Hochkreuz
- Das ehemalige Karmeliterkloster von Rathmullan
- Knockalla Fort, eine im 19. Jahrhundert errichtete Burg bei Carrowkeel